# Aeroportul Municipal Stroud
Aeroportul Municipal Stroud (IATA: SUD, ICAO: KSUD, FAA LID: SUD) este un aeroport din Oklahoma, Statele Unite ale Americii ce deservește zona Stroud⁠(d). A fost numit după zona deservită.
Situat la o altitudine de 274 m, aeroportul dispune de 1 pistă.

## Infrastructură

### Piste
Aeroportul dispune de o singură pistă. Pista 18/36 are suprafața de asfalt și dimensiunile 3.000 picioare × 60 picioare. 